# فورت لي (نيوجيرسي)
فورت لي (بالإنجليزية: Fort Lee borough, New Jersey) هي منطقة سكنية تقع بولاية نيوجيرسي في الولايات المتحدة. تبلغ مساحتها 7.44 كم2، وترتفع عن سطح البحر 88.08720000000001 م، بلغ عدد سكانها 35,345 نسمة في عام 2010 حسب إحصاء مكتب تعداد الولايات المتحدة وتصل الكثافة السكانية فيها 4,750.7 نسمة لكل كيلومتر مربع (12,304.3/ميل2).

## التركيبة السكانية
حدّد مكتب تعداد الولايات المتحدة بيانات التركيبة السكانية لفورت لي في تعداد الولايات المتحدة. في ما يلي، التركيبة السكانية حسب تعدادي 2000 و2010.

### تعداد عام 2000
بلغ عدد سكان فورت لي 35,461 نسمة بحسب تعداد عام 2000، وبلغ عدد الأسر 16,544 أسرة وعدد العائلات 9,402 عائلة مقيمة في المنطقة السكنية. في حين سجلت الكثافة السكانية 4,766.3 نسمة لكل كيلومتر مربع (12,344.7/ميل2). وبلغ عدد الوحدات السكنية 17,446 وحدة بمتوسط كثافة قدره 2,344.9 لكل كيلومتر مربع (6,073.3/ميل2).
وتوزع التركيب العرقي للمنطقة السكنية بنسبة 62.75% من البيض و1.73% من الأمريكيين الأفارقة و0.07% من الأمريكيين الأصليين و31.43% من الأمريكيين ذوي الأصول الآسيوية و0.06% من سكان جزر المحيط الهادئ و1.69% من الأعراق الأخرى و2.26% من عرقين مختلطين أو أكثر و7.87% من الهسبانيون أو اللاتينيون من أي عرق.
بلغ عدد الأسر 16,544 أسرة كانت نسبة 23.6% منها لديها أطفال تحت سن الثامنة عشر تعيش معهم، وبلغت نسبة الأزواج القاطنين مع بعضهم البعض 46.7% من أصل المجموع الكلي للأسر، ونسبة 7.4% من الأسر كان لديها معيلات من الإناث دون وجود شريك، بينما كانت نسبة 2.7% من الأسر لديها معيلون من الذكور دون وجود شريكة وكانت نسبة 43.2% من غير العائلات. تألفت نسبة 39% من أصل جميع الأسر من عدة أفراد يعيشون في نفس المنزل ونسبة 15.2% كانت تتألف من شخص يعيش بمفرده يبلغ من العمر 65 عاماً أو أكثر. وبلغ متوسط حجم الأسرة المعيشية 2.14، أما متوسط حجم العائلات فبلغ 2.88.
بلغ العمر الوسطي للسكان 41.6 عاماً. وكانت نسبة 17.5% من القاطنين تحت سن الثامنة عشر، وكانت نسبة 5% بين الثامنة عشر والرابعة والعشرين عاماً، ونسبة 32.5% كانت واقعةً في الفئة العمرية ما بين الخامسة والعشرين والرابعة والأربعين عاماً، ونسبة 24.7% كانت ما بين الخامسة والأربعين والرابعة والستين، ونسبة 20.2% كانت ضمن فئة الخامسة والستين عاماً فما فوق. يوجد لكل 100 أنثى 87.7 ذكر، ويوجد لكل 100 أنثى في الثامنة عشر من عمرها فما فوق 85.1 ذكر.
بلغ متوسط دخل الأسرة في المنطقة السكنية 58,161 دولارًا، أما متوسط دخل العائلة فبلغ 72,140 دولارًا. وكان متوسط دخل الذكور 54,730 دولارًا مقابل 41,783 دولارًا للإناث. وسجل دخل الفرد الخاص بالمنطقة السكنية 37,899 دولارًا. وكانت نسبة 5.7% من العائلات ونسبة 7.9% من السكان تحت خط الفقر، وكان من هؤلاء نسبة 11% تحت سن الثامنة عشر ونسبة 7.9% في الخامسة والستين من العمر وما فوق.

### تعداد عام 2010
بلغ عدد سكان فورت لي 35,345 نسمة بحسب تعداد عام 2010، وبلغ عدد الأسر 16,371 أسرة وعدد العائلات 9,366 عائلة مقيمة في المنطقة السكنية. في حين سجلت الكثافة السكانية 4,750.7 نسمة لكل كيلومتر مربع (12,304.3/ميل2). وبلغ عدد الوحدات السكنية 17,818 وحدة بمتوسط كثافة قدره 2,394.9 لكل كيلومتر مربع (6,202.8/ميل2).
وتوزع التركيب العرقي للمنطقة السكنية بنسبة 53.49% من البيض و2.75% من الأمريكيين الأفارقة و0.14% من الأمريكيين الأصليين و38.44% من الأمريكيين ذوي الأصول الآسيوية و0.02% من سكان جزر المحيط الهادئ و3.08% من الأعراق الأخرى و2.07% من عرقين مختلطين أو أكثر و10.97% من الهسبانيون أو اللاتينيون من أي عرق.
بلغ عدد الأسر 16,371 أسرة كانت نسبة 22.9% منها لديها أطفال تحت سن الثامنة عشر تعيش معهم، وبلغت نسبة الأزواج القاطنين مع بعضهم البعض 45.6% من أصل المجموع الكلي للأسر، ونسبة 8.5% من الأسر كان لديها معيلات من الإناث دون وجود شريك، بينما كانت نسبة 3.2% من الأسر لديها معيلون من الذكور دون وجود شريكة وكانت نسبة 42.8% من غير العائلات. تألفت نسبة 38.4% من أصل جميع الأسر من عدة أفراد يعيشون في نفس المنزل ونسبة 17% كانت تتألف من شخص يعيش بمفرده يبلغ من العمر 65 عاماً أو أكثر. وبلغ متوسط حجم الأسرة المعيشية 2.16، أما متوسط حجم العائلات فبلغ 2.89.
بلغ العمر الوسطي للسكان 44.7 عاماً. وكانت نسبة 17% من القاطنين تحت سن الثامنة عشر، وكانت نسبة 5.3% بين الثامنة عشر والرابعة والعشرين عاماً، ونسبة 28.1% كانت واقعةً في الفئة العمرية ما بين الخامسة والعشرين والرابعة والأربعين عاماً، ونسبة 27.7% كانت ما بين الخامسة والأربعين والرابعة والستين، ونسبة 21.8% كانت ضمن فئة الخامسة والستين عاماً فما فوق. وتوزع التركيب الجنسي للسكان بنسبة 46.5% ذكور و53.5% إناث.

## وصلات خارجية
- الموقع الرسمي